# (11444) Peshekhonov
(11444) Peshekhonov (1978 QA2) – planetoida z pasa głównego asteroid okrążająca Słońce w ciągu 3,49 lat w średniej odległości 2,3 j.a. Odkryta 31 sierpnia 1978 roku.